# Jacques Gadoin
Jacques Gadoin, né le 1er décembre 1892 à Cosne en France et mort le 19 avril 1974 au même lieu mais renommé en Cosne-Cours-sur-Loire, est un homme politique français.

## Détail des fonctions et des mandats
Mandats locaux
- Maire de Cosne-sur-Loire
- Conseiller général du canton de Cosne-Cours-sur-Loire

Mandat parlementaire
- 8 décembre 1946 - 26 avril 1959 : Sénateur de la Nièvre